# Национальный университет пищевых технологий
Национальный университет пищевых технологий (укр. Національний університет харчових технологій) — киевский университет инженерно-технологического направления IV уровня аккредитации.

## История
Предпосылка создания университета тесно связана с историей развития сахарной отрасли, когда Украина была главным центром сахарной промышленности Российской империи. Бурное развитие отрасли требовало обеспечения её инженерными кадрами, которых не хватало, поэтому с 40-х годов XIX века в ряде университетов, в отделениях физико-математических наук было введено преподавание химии и технологии, что позволяло выпускникам работать на сахарных заводах.
В 1884 году в помещении двухклассного общеобразовательного училища при Смелянском рафинадном заводе были открыты технические классы — первое в истории Российской империи техническое учебное заведение для подготовки техников-химиков и мастеров сахарного производства. За 1884—1917 р. технические классы подготовили 440 специалистов. Готовил специалистов инженеров — сахаропроизводителей и Харьковский технологический институт, открытый в 1885 г.
В 1898 году, при материальной поддержке представителей промышленности, торговли, научных и инженерно-технических работников, государственных учреждений, в том числе известных сахарозаводчиков М. А. Терещенко, П. И. Бродского и других был создан Киевский политехнический институт, в котором на кафедре химической технологии питательных веществ изучали технологию сахара, крахмала, глюкозы и бродильных производств. В 1929 году на базе этой кафедры на химическом факультете был создан сахарный отдел, а затем и отдельный сахарный факультет.
В 1993 году КТИПП получил статус университета и переименован в Украинский государственный университет пищевых технологий (УГУПТ, укр. Український державний університет харчових технологій, УДУХТ).
Согласно Указу Президента Украины № 266/2002 от 19 марта 2002 года университету предоставлен статус национального. Отныне его новое название — Национальный университет пищевых технологий (НУПТ).

## Корпуса и кампуса
Базовое учебное заведение в Киеве размещается в 8 корпусах. В корпусе «А» — размещаются администрация университета, актовый зал, зал заседаний ученого совета, деканаты факультетов, кафедры, преподавательские, учебные аудитории и лаборатории. В корпусе «Б» размещены приемная комиссия университета, факультет доуниверситетского образования, подготовительные курсы, музей университета, учебные аудитории. В корпусах «В», «Г», «Д», «Ж» размещены деканаты, кафедры, преподавательские, учебные аудитории и лаборатории. В корпусах «Е» и «И» находятся службы университета — отдел кадров, бухгалтерия, отдел снабжения, служба главного энергетика, отдел противопожарной безопасности и т. п.

## Факультеты
- Факультет хлебопекарных и кондитерских производств — декан Шевченко Александр Ефимович
- Факультет технологии мясомолочных и парфюмерно-косметических продуктов — декан Гончаров Георгий Иванович
- Факультет биотехнологии и экологического контроля — декан Грегирчак Наталья Николаевна
- Факультет инженерной механики и упаковочной техники — декан Блаженко Сергей Иванович
- Факультет энергетики и энергоменеджмента — декан Масликов Михаил Александрович
- Факультет автоматизации и компьютерных систем — декан Форсюк Андрей Васильевич
- Факультет учёта, финансов и предпринимательской деятельности — декан Шеремет Олег Алексеевич
- Факультет экономики и менеджмента — декан Дичковский Степан Иванович
- Факультет отельно-ресторанного и туристического бизнеса — декан Доценко Виктор Федорович
- Факультет бродильных и сахарных производств — декан Шиян Петр Леонидович
- Факультет технологии оздоровительных продуктов и пищевой экспертизы — декан Арсеньева Лариса Юрьевна
- Факультет доуниверситетской подготовки и профессиональной ориентации — и. о. декана Кудина Валентина

## Награды и репутация
- Всеукраинский рейтинг высших учебных заведений «Компас-2012» — 7 место.
- Рейтинг Государственной службы интеллектуальной собственности Украины — 1 место среди высших учебных заведений с высокой изобретательской деятельностью.